# 罗祖道
罗祖道（1920年—1992年），男，浙江杭州人，中国固体力学专家，曾任上海交通大学教授、工程力学研究所所长，中国力学学会常务理事。